# Søhus
Søhus er en bydel i den nordlige udkant af Odense, beliggende 6 km fra centrum. Søhus var oprindeligt en mindre landsby, som kun bestod af nogle få gårde, hvoraf Anderupgård var den største.
Søhus ligger mellem bydelene Kirkendrup mod vest, Næsby mod syd og Stige mod øst samt byen Lumby mod nord. Den vestlige del af Søhus ligger i Næsby Sogn, den østlige i Lumby Sogn.

## Faciliteter
Søhusskolen har 374 elever, fordelt på 0.–9. klassetrin. Børnehuset Søhus har 20 vuggestuepladser og 26-28 børnehavepladser.
Søhus deler fodboldklub med Stige. Søhus Stige Boldklub blev stiftet 25. marts 2009.

## Historie

### Jernbanen
Søhus havde station på Nordfyenske Jernbane (1882-1966). Stationsbygningen, der er bevaret som privat bolig, ligger på Søhusvej 17. Fra Søhusvænget lidt syd herfor starter Søhusstien, som i vidt omfang følger banens tracé helt ind til Odense Banegårds terræn ved Rugårdsvej.